# Блейд Нзиманде
Бонгинкоси Эмануэль «Блейд» Нзиманде (англ. Bonginkosi Emmanuel «Blade» Nzimande, род. 14 апреля 1958) — южноафриканский политический деятель, доктор наук по психологии, генеральный секретарь Южно-Африканской коммунистической партии с 1998 года, министр высшего образования ЮАР с 2009 по 2017 год. Вернулся в кабинет министров при президенте Рамафосе в 2018 году.

## Семья и детство
Нзиманде родился в городе Эдендейле около Питермарицбурга 14 апреля 1958 года. Блэйд Нзиманде был одним из трех детей Нозифхо Алисы и Филиппа Сфамбано, фермеров из Мозамбика.

## Образование
Нзиманде посещал католическую школу в Хенривилле, затем он учился в  начальной школе, прежде чем поступил в первую школу в области, созданной в рамках новой системы образования.
Он активно участвовал в молодёжных клубах, которые собирались для проведения культурных и спортивных мероприятий и не носили политического характера. Блейд стал увлекаться  политикой, когда Гарри Гвала был освобожден из тюрьмы на острова Робен в 1973 году.
В 1980 году он закончил учиться по специальности «Психология» в Университете Наталя, Питермарицбург. После этого получил степень магистра в области промышленной психологии (1981 год), а затем был удостоен звания кандидат наук в том же университете за диссертацию под названием «Корпоративные партизаны»: про образование классов мелкой буржуазии в Южной Африке после 1973 года».

## Политическая жизнь
В 1976 году Нзиманде поступил в Зулуландский университет, чтобы учиться на степень бакалавра по специальности «Государственное управление и психология». Он участвовал в студенческой деятельности, включая бойкоты и демонстрации, против вручения почетной докторской степени вождю зулусов Мангосуту Бутелези в мае 1976 года.
После съемки демонстрации студентов в Соуэто 16 июня 1976 года здание администрации университета было сожжено, и университет впоследствии закрылся на некоторое время. Нзиманде вернулся в университет в 1977 году и закончил учебу в 1979 году. После окончания университета он вернулся домой и  присоединился к Азанинской студенческой организации (Azaso), которая в итоге отделилась от движения Black Consciousness (BCM).
Для Нзиманде переход от BCM к позиции Чартистов был облегчен тем что он слушал еженедельные передачами Радио Свободы (рупор АНК) и Московского радио. Таким образом, он и его коллеги ознакомились с политикой Африканского национального конгресса (АНК), и они начали получать подпольные документы АНК. В это время он получил степень Магистра.
В январе 1982 года Нзиманде перебрался в Дурбан, и на этом этапе был активен в Молодежной организации Дамбузы, которая была связана с Объединенным демократическим фронтом (UDF) после его основания в 1983 году.
В 1982 году Нзиманде прошел стажировку в области промышленной психологии в отделе кадров. Там он встретился с Джей Найду и начал неофициально работать с профсоюзами, выступая на семинарах профсоюзов по вопросам оценки работы и других вопросов. Он ушел с работы в 1984 году.
Затем Нзиманде предложили должность преподавателя в Ульязском филиале Зулуландского университета, где он основал факультет промышленной психологии в этом кампусе. В то же время он все чаще занимался профсоюзной работой и служил в редакционной коллегии Южноафриканской трудовой газете в 1986 году. Он также продолжал оказывать помощь в проведении семинаров профсоюзов, посвященных истории профсоюзного движения.

## Лектор
В Ульязи он начал работать над вопросами образования в середине 1986 года, а также проводил подпольные марксистские занятия с молодежью. Нзиманде читал лекции до июня 1987 года, а затем поступил в Университетв Дурбане, чтобы читать лекции в отделе психологии. Там он участвовал в проекте «Культура и работа жизни» и инициировал культурную деятельность организации Думбузо, которая произвела пьесу о насилии, в поселках. Он также писал различные статьи о насилии и помогал в презентации семинаров.

## Генеральный секретарь ЮАКП
Нзиманде раскритиковал правительство Табо Мбеки и его экономическую политику и был в центре борьбы за отставку Мбеки в качестве президента Южной Африки. Нзиманде начал нападать на временного преемника Мбеки, президента Мотланте, в начале января 2009 года. Говоря, что он был частью «старой группы Мбеки», высокопоставленные члены АНК, преданные Джейкобу Зума, призвали Нзиманду стать вторым вице-президентом вместе с Балекой Мбете. Президент Мотланте также подвергся нападению со стороны Нзиманде, потому что он отстранил от должности Вуси младшего в 2008 году и отказался подписать законопроект SABC, который дал бы АНК полный контроль над государственным телевидением.
Когда Зума занял пост президента в мае 2009 года, он назначил Нзиманде министром высшего образования.
Во многих случаях Нзиманде критиковал решения судебных органов. В 2015 году он подверг критике постановление, в котором было принято решение о том, что левая партия Борцы за экономическую свободу (EFF) может осуществлять свое право срывать работу парламента.
В июне 2017 года Нзиманде раскритиковал президента Зуму, назвав его последние кадровые перестановки злоупотреблением властью и повторил призыв уйти в отставку. В октябре 2017 года Нзиманде был снят с должности министра высшего образования и обучения и заменен на Хленгиве Мхизе.